# Contea di Nyamira
La Contea di Nyamira è una della 47 contee del Kenya situata nella ex Provincia di Nyanza. Al censimento del 2019 ha una popolazione di 605.576 abitanti. Il capoluogo della contea è Nyamira. Altre città importanti sono: Nyansiongo, Keroka e Magwagwa.